# Carme Solsona i Piñol
Carme Solsona i Piñol és una política catalana, diputada al Congrés dels Diputats en la VI Legislatura.
És llicenciada en Història per la Universitat de Barcelona i fou professora d'Institut fins a 1980. Militant de Convergència Democràtica de Catalunya des de 1979, ha estat membre de l'Executiu Comarcal del Baix Llobregat i regidora de l'Ajuntament de Sant Feliu de Llobregat 1987-1991. Ha estat presidenta de l'Associació Comarcal per la Igualtat de la Dona al Baix Llobregat (ACID) i del Consell Nacional de Dones de Catalunya.
A les eleccions generals espanyoles de 1996 fou escollida diputada per Barcelona per CiU, i en fou portaveu en la comissió mixta Congrés-Senat pels drets de la dona i de la Comissió d'Educació i Cultura.
Des del 1999 és Secretària General de l'associació Dones per la Llibertat i Democràcia, membre de la International Network of Liberal Women, del Lobby Européenne des Femmes i del Consell Nacional de Dones de Catalunya.